# Phronimopsis sarsi
Phronimopsis sarsi är en kräftdjursart. Phronimopsis sarsi ingår i släktet Phronimopsis och familjen Lestrigonidae. Inga underarter finns listade i Catalogue of Life.